# Amnon Shamosh
Amnon Shamosh (en hébreu : אמנון שָמוֹש), né le 28 janvier 1929 à Alep en Syrie et mort le 1er mars 2022, est un écrivain israélien, auteur de romans et de nouvelles. Il fait partie des fondateurs du kibboutz Ma'ayan Baruch (en).

## Biographie
Amnon Shamosh naît à Alep, et perd son père à l'âge de 9 ans. Sa mère décide alors de quitter la Syrie avec Amnon Shamosh et son frère Isaac, pour s'installer en Palestine alors sous mandat britannique. En 1946, il s'engage au sein du Palmach, et en 1947, il participe à la fondation du kibboutz Ma'ayan Baruch.
Amnon Shamosh participe à la défense de Jérusalem pendant la guerre israélo-arabe de 1948. Puis il retourne au kibboutz où il sert comme secrétaire du kibboutz.
Il tient ensuite un rôle d'éducateur et d'enseignant au sein de l'université hébraïque de Jérusalem.
Sur la fin de sa vie, Amnon Shamosh devient aveugle, ce qui ne l'empêche pas de poursuivre sa production littéraire.

## Œuvre littéraire
La majeure partie de son œuvre traite des communautés juives orientales, du mélange de langues qui les caractérisent, entre l'hébreu, l'arabe, le français, et des problèmes d'identité et d'insertion des jeunes immigrés provenant des pays arabes, au sein de la société israélienne.
Son livre le plus connu, Michel Ezra Safra et ses fils, a été adapté à la télévision israélienne.